# Special Air Service
Special Air Service (SAS) jsou speciální jednotky britské armády. Byly založeny v roce 1941 jako pluk a později v roce 1950 reorganizovány na jednotky. Jednotka provádí celou řadu úkolů včetně skrytého průzkumu, boje proti terorismu, přímé akce, záchranu rukojmích a shromažďování informací. Spousta informací o SAS podléhá utajení a údaje neposkytuje ani britská vláda ani ministerstvo obrany kvůli utajení a citlivosti operací.
Sbor se v současné době skládá z 22. pluku SAS, pravidelné složky, stejně jako 21. pluku SAS (Artists Rifles) a 23. pluku SAS (záloha), což jsou záložní jednotky, všechny pod operačním velením speciálních sil Spojeného království (UKSF). Sesterskou jednotkou je Special Boat Service, která se specializuje na námořní boj proti terorismu. Obě jednotky jsou pod operačním velením ředitele speciálních sil.
Stopy Special Air Service sahají do roku 1941 a druhé světové války. V roce 1947 byly reformovány jako součást teritoriální armády pod názvem 21st Special Air Service Regiment (Artists Rifles). 22. pluk, který je součástí pravidelné armády, si získal slávu a uznání po celém světě během televizí vysílané akce na záchranu rukojmích během obléhání íránské ambasády v roce 1980.

## Historie

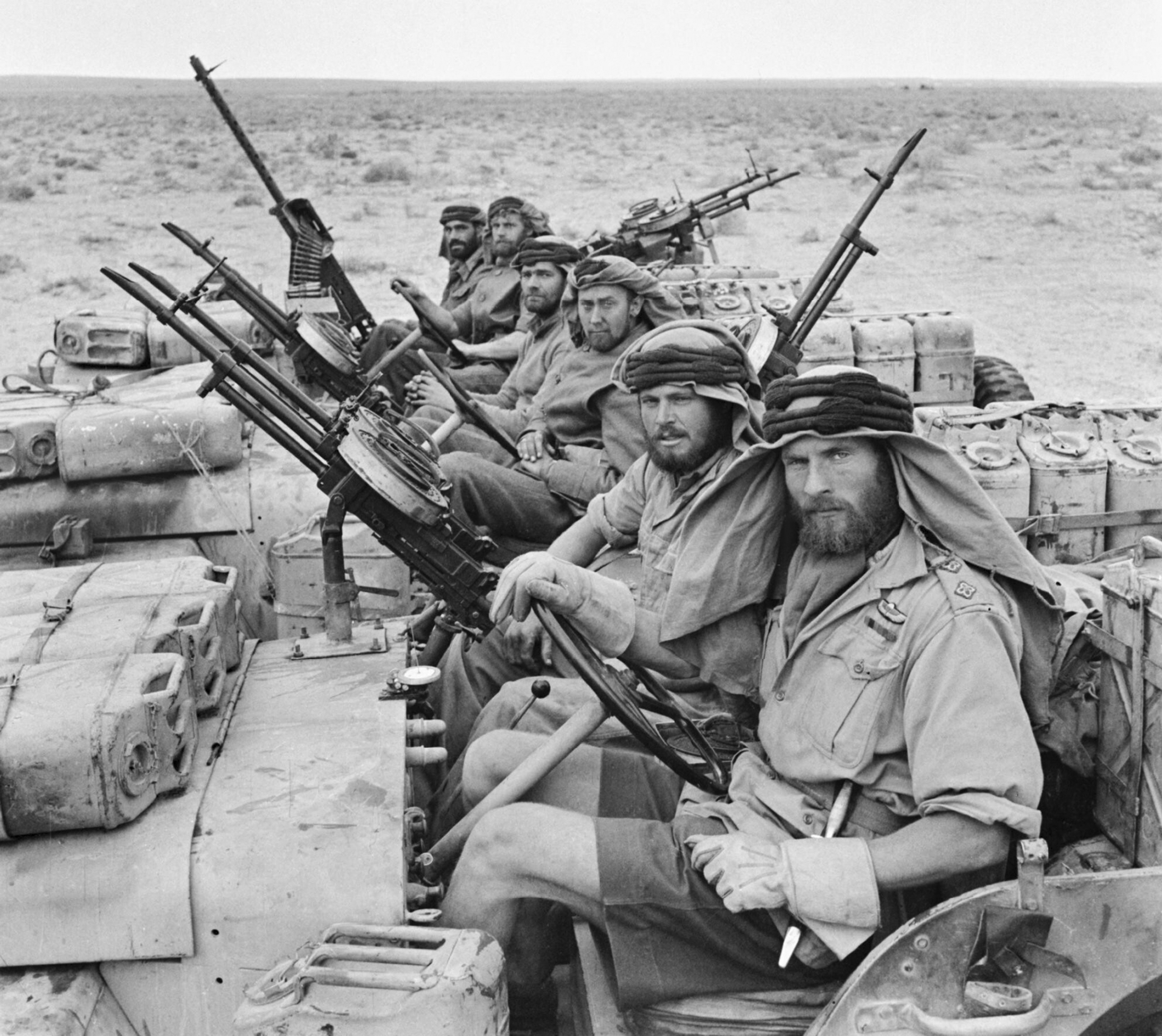
Hlídka SAS v severní africe během druhé světové války.

SAS vznikla jako skupina dobrovolníků, vesměs bývalých příslušníků britských commandos, sestavená poručíkem skotské gardy Davidem Stirlingem. Tato jednotka měla působit v severní Africe, kde měla provádět výsadky za linií fronty a přepadat nacistická letiště. Název SAS vznikl poněkud kuriózním způsobem: britská tajná služba se snažila přesvědčit Němce, že se v Africe nachází velká výsadková jednotka, a proto byla Stirlingova skupina nazvána velkolepým „Oddíl L 11. brigády zvláštní letecké služby“ ('L' Detachment, SAS Brigade). Odtud se vžil název SAS. Po prvním neúspěchu změnila jednotka taktiku, začala používat místo vzdušných výsadků silně ozbrojené džípy a stala se pravou pohromou pro německá a italská letiště (do ledna 1943 přesáhl počet zničených letadel 250, a to s minimálními ztrátami na straně SAS). V roce 1944 se jednotka SAS (pod kterou byly v průběhu války začleňovány další skupiny dobrovolníků) zúčastnila invaze do Francie, později se až do konce války podílela na řadě dalších operací. Během druhé světové války sloužilo v SAS postupně kolem 2500 mužů.
Navzdory všemu však SAS do jara 1945 splnila svou roli a válka v Evropě byla prakticky u konce. Do konce května 1945 byly již všechny jednotky SAS zpět v Británii. Brigáda SAS byla oficiálně rozpuštěna v říjnu 1945, ačkoliv v roce 1947 byl založen Pluk SAS územní armády. Ve skutečnosti se však pravidelná Zvláštní letecká služba (SAS) stala jednou z těch válečných jednotek, které již měly patřit historii.

### Po válce

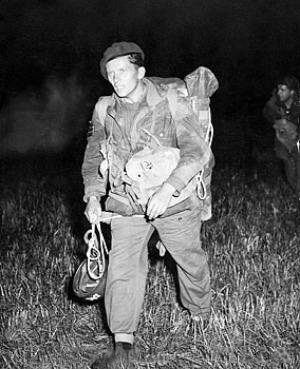
Voják SAS po nočním seskoku během cvičení v Dánsku, 1955

Malajský „výjimečný stav“, který začal v červnu roku 1948, měl za následek založení jednotky, která by mohla konkurovat komunistickým teroristům na jejich vlastním území. Byl povolán „Mad Mike“ Calvert a dostal nelehký úkol: sestavit jednotku pro boj v džungli. Tato jednotka byla známá jako Malajští skauti. Měla neomezené možnosti ve výběru vojáků ze všech armádních sborů na Dálném východě. Hledali jednotlivce se zkušenostmi z boje v džungli, dokonce se podařilo naverbovat několik málo veteránů z již neexistující SAS. Po nespočtu úspěšných tažení Malajských skautů bylo pod vedením podplukovníka Sloana odděleno zrno od plev a začalo období nového výcviku a reorganizace. V roce 1952 bylo upuštěno od názvu Malajští skauti a jednotka byla přejmenována na 22. pluk SAS. Následujících osm let pluk zdokonaloval svoje válečné umění v džungli a co víc, začal používat taktiku „získávání srdcí a mozků“. Díky tomu se SAS stali odborníky na protipovstalecký boj.
Po malajské  válce (1950–1960) se příslušníci SAS přesunuli z vlhkých malajských džunglí do hornaté oblasti severního Ománu aby pomohly potlačit Dafárské povstání. Příslušníci SAS zde působili jako poradci v rámci takzvaných British Army Training Teams. Prováděli ale také operace spojené s psychologickým bojem a podobně jako v Malajsii pomáhaly též civilistům. Dne 19. července 1972 dosáhli příslušníci SAS vedeni Kapitánem Michaelem Kealym skvělého vítězství v bitvě o Mirbát. Kealyho skupina čítala pouhých 10 příslušníků, kteří společně s 30 ománskými četníky odrazili útok 250 dafárských rebelů. Další bohaté bojové zkušenosti získala SAS na Borneu 1963–1966, v Adenu 1964–1967, v Severním Irsku, ve válce o Falklandy a v neposlední řadě ve válce v Zálivu 1991.

### Operace Nimrod
30. dubna 1980 vniklo šest ozbrojených teroristů Demokratické revoluční fronty pro osvobození Arabistánu do budovy Íránského velvyslanectví v Londýně. Všichni pracovníci byli zajati jako rukojmí. O 6 dnů později vysvobodila SAS díky skvělé akci skoro všechny rukojmí. Odpoledne 5. května byli teroristé na pokraji svých sil. Jeden z rukojmích byl oddělen od ostatních a o několik minut později zazněly tři výstřely, po kterých následoval telefonní hovor, jenž oznamoval, že muž byl zastřelen. V tu chvíli se začali připravovat SAS na akci. Do této doby nemohli zasahovat, neboť toto přepadení náleželo policii. Museli čekat na potvrzení, jestli teroristé neblafovali. Vražda byla potvrzena kolem 19. hodiny, kdy byly slyšet další tři výstřely a ze dveří teroristé vyhodili mrtvé tělo. Když bylo tělo odnášeno, telefonoval metropolitní policejní komisař sir David McNee, že předává řízení SAS. Velící důstojník SAS, podplukovník Michael Rose převzal formálně kontrolu v 19:07. Formálně předala SAS odpovědnost za akci zpět do rukou policii v 19:53 hodin a ukončila tak svou práci za pouhých 46 minut. Výsledek akce je obdivuhodně skvělý, pouze dva mrtví rukojmí, dva zranění a jeden z SAS utrpěl popáleniny. Pět ze šesti teroristů bylo zabito.

### Bravo two zero, 1991
Jedna z mnoha akcí pluku, které nebudou nikdy zapomenuty, byly silniční pozorovací hlídky.
V perském zálivu v roce 1991 odpálil Irák 7 raket typu Scud na Izrael, vzhledem k malému počtu odpalovacích ramp země-vzduch 132 Raytheon MIM-104 „Patriot“, všechny rakety proletěly.
Dvě zasáhly Haifu, tři Tel Aviv a zbytek dopadl do neobydlené oblasti. Rakety však měly pouze explozivní hlavice. Izrael se obával, že další mohou nést biologické nebo chemické zbraně. Kdyby však Izrael zahájil útok na Irák, hrozilo by rozpadnutí koalice spojenců. Američané museli vynaložit maximální úsilí, aby odradili Izrael od útoku na Irák. Ale 19. ledna a 25. ledna Irák poslal na Izrael další rakety. Scudy odpalovaly mobilní odpalovací rampy rozmístěné a zamaskované v poušti. Úkolem SAS bylo najít tyto mobilní nosiče a udat jejich polohu pro letecký útok.
Jedna z hlídek SAS, která dostala za úkol najít Scudy, byla hlídka s krycím jménem Bravo Two Zero (severní pozorovací hlídka). Velitel hlídky byl v té době seržant Andy McNab (napsal řadu knih, jeho nejznámější kniha je „Konečná stanice Bagdád“).
Andyho hlídka byla vysazena vrtulníkem 300 km od spřáteleného území v noci. Druhého dne se objevil Irácký konvoj a zastavil poblíž. Vojáci SAS byli prozrazeni mladým pastevcem koz, kterého mohli jednoduše zabít (velitel hlídky Andy McNab později prohlásil: „Jsme SAS, ne SS.“)
Hlídka udělala jediné, co mohla, začala utíkat směrem k syrským hranicím. Nejhorší byla zátěž, kterou nesla (váha nákladu pro jednoho vojáka se pohybovala okolo sta kilogramů) a klimatické podmínky, kdy přes den bylo velké horko, zatímco v noci jim hrozily omrzliny.
Jeden z vojáků se oddělil od skupiny a zahynul vyčerpáním a podchlazením ve sněhové bouři. Další muži byli buď zajati nebo zastřeleni – až na vojína Chrise Ryana, který unikl a šel do Sýrie. Při cestě, která trvala 8 dní, ušel 300 km pouští. Měl s sebou málo jídla a pití, to spotřeboval již třetí den. Šestého dne dorazil k potoku a vydatně se z něj napil. Netušil však, že potok byl znečištěn továrnou na zpracování uranu. To mu poškodilo játra a krevní tvorbu. Trvalo dva týdny, než mohl opět pořádně chodit, a dalších šest týdnů, než se mu do prstů na rukou a na nohou vrátil cit.
Příslušník jiné hlídky SAS nabízel hlídce B.2.0. terénní auto, a celé dobrodružství hlídky označil za zbytečné, protože jiné hlídky využívaly terénní automobily a v Iráku za frontou uskutečnily dokonce velitelské setkání seržantů.
Podobných hlídek ve válce v Zálivu bylo ještě mnohem víc, jiné skončily lépe, některé smrtí celého týmu. Za dobu působení silničních a bojových hlídek SAS za nepřátelskými hranicemi byly zničeny díky jejich odvaze desítky raket.

## SAS dnes
Díky rostoucímu riziku ze strany teroristických organizací se SAS velice úzce specializuje na boj proti terorismu. Vojáci SAS byli nasazováni na všechna horká místa v rámci operací Enduring Freedom v Afghánistánu.

## Arzenál

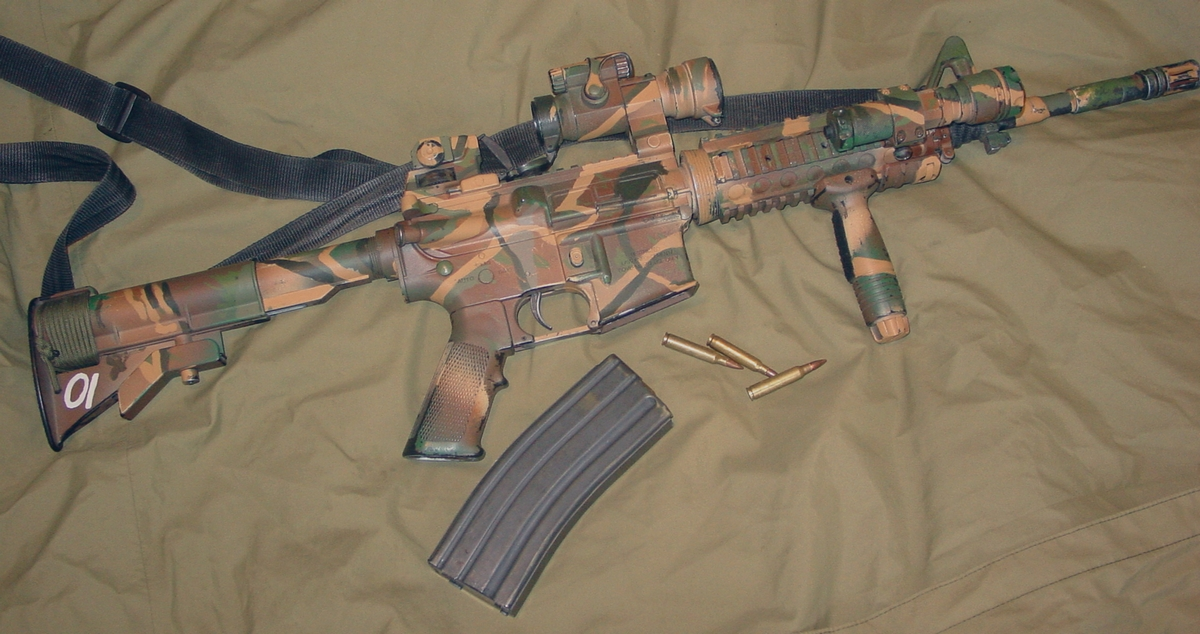
Karabina M4

Jednotky SAS jsou nasazovány po celém světě, v každém podnebí, a řeší široké spektrum vzniklých situací, není tedy divu, že jednotka disponuje širokým arzenálem zbraní. Nejpoužívanější zbraní se v současnosti stala 5,56mm karabina C8 SFW (Special Forces Weapon), mírně prodloužená a modernizovaná modifikace americké M4 doplněná o RIS lišty, vhodné k rychlému nasazení taktických svítilen, kolimátorů, puškohledů, laserových zaměřovačů, přístrojů pro noční vidění a v neposlední řadě 40mm granátometu Heckler & Koch HK AG-C. V seznamu zbraní najdeme dále zkrácenou verzi karabiny C8 CQB, samopaly MP5, lehké kulomety Minimi, odstřelovací pušky řady L96A1 v různých rážích atd. V minulosti (do konce 90. let) používal regiment americké útočné pušky M16. Standardní pistolí SAS je 9 mm SIG Sauer P226, která nahradila letité Browning High Power.
Kromě vlastních zbraní jednotka často používá i zbraně nepřátel, např. při tzv. false-flag operacích, ve kterých je nežádoucí prozrazení zapojení britské vlády. Vojáci se proto učí střílet doslova ze všech možných zbraní.

## Výcvik

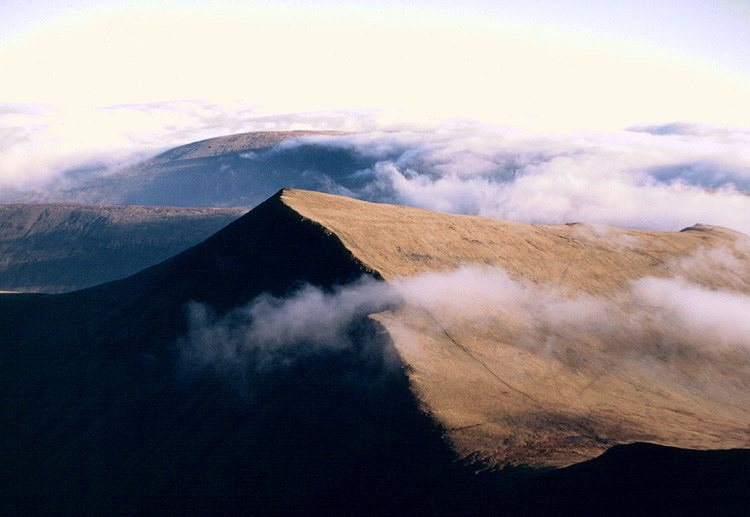
Pohled na Pen y Fan – 886 m n. m.

Pravidelné útvary speciálních sil Spojeného království nikdy nenabírají zájemce z široké veřejnosti. Všichni nynější členové Britských ozbrojených sil mohou žádat o vstup do výběrového řízení speciálních jednotek, ale historicky většina kandidátů pochází od výsadkových jednotek (dříve také od Commandos). Výběry se konají dvakrát za rok, v létě a zimě, v Sennybridge v Brecon Beacons. Výběr trvá po dobu pěti týdnů a obvykle začíná s asi 200 potenciálními kandidáty. Po příjezdu kandidáti nejprve absolvují test osobní zdatnosti (PFT) a každoroční kondiční test (AFT). Poté pochodují krajinou jak nejrychleji to je možné, vzdálenost se zvyšuje s každým dnem, vrcholí tím, co je známo jako Endurance (Vytrvalost): pochod 64 km s veškerým vybavením přes vrcholek Pen y Fan, a to vše za 20 hodin. Na konci etapy musí být kandidáti schopni uběhnout 6,4 km za 30 minut a uplavat 3,2 km za 90 minut.
Následuje etapa v džungli, která se koná v Belize, Bruneji, nebo v Malajsii. Kandidáti se učí navigačnímu umění, patrolování, pohybu v džungli a umění přežití v džungli. Poté se vracejí do Herefordu, aby dokončili přípravu v bojové taktice, naučili se používat různé zbraně a účastnili se mnoha cvičení v boji o přežití, poslední sestává z týdenního útěku. Kandidáti jsou zformování do patrol, nenesou nic víc než krabičku s vybavením pro přežití. Jsou oblečeni do starých uniforem z druhé světové války. Poslední etapa je pravděpodobně nejvíce vyčerpávající, jedná se o odolnost vůči výslechu (RTI) trvajícímu 36 hodin.
Etapou, která končí výše zmíněným pochodem přes Pen y Fan projde obvykle jen 15–20 % kandidátů. Ze zhruba 200 uchazečů vypadne většina v rámci prvních několika dní a do konce jich zůstane okolo třiceti. Ti, kteří dokončili všechny fáze výběrového řízení, jsou poté odměněni přesunem do operační eskadry.

## Válečná vyznamenání
V britské armádě jsou válečná vyznamenání udělována regimentům (plukům), které aktivně vykonávaly službu ve významné kampani, obecně s následným vítězstvím. Special Air Service byla oceněna za vynikající výkonnost na následujících bojištích:
- Kampaň Severní-Západní Evropa 1944–1945
- Tobruk 1941
- Benghází
- Severní Afrika 1940–1943
- Vylodění na Sicílii
- Termoli
- Valli di Comacchio
- Itálie 1943–1945
- Řecko 1944–1945
- Jadran
- Blízký východ 1943–1944
- Falklandy 1982
- Západní Irák
- Válka v Zálivu